# I Met Him in Paris
 I Met Him in Paris és una pel·lícula estatunidenca de Wesley Ruggles estrenada el 1937, produïda per la Paramount Pictures, dirigida per Wesley Ruggles, escrita per Claude Binyon, i protagonitzada per Claudette Colbert, Melvyn Douglas, i Robert Young.

## Argument
Kay Denham és la promesa de Berk Sutter, però només pensa en una cosa: visitar París. Berk es decideix a deixar-la marxar. A bord del paquebot, coneix Gene Anders i George Potter. El primer té maneres ensarronadores i apressa Kay a marxar a una estada a Suïssa. Pel que fa a Potter, és molt pragmàtic, però cau igualment sota l'encant de la jove dona, i es decideix a seguir-la, per preservar-la de les escomeses del seu amic.

## Repartiment
- Claudette Colbert: Kay Denham
- Melvyn Douglas: George Potter
- Robert Young: Gene Anders
- Lee Bowman: Berk Sutter
- Mona Barrie: Helen Anders
- George Davis: Cutter Driver
- Fritz Feld: Hotel Clerk
- Rudolph Anders: Cambrer romàntic
- Alexander Cross: John Hanley
- George Sorel: recepcionista d'hotel